# クリストファー・ギッセル
クリストファー・オデル・ギッセル（Christopher Odell Gissell , 1978年1月4日 - ）は、アメリカ合衆国ワシントン州出身の元プロ野球選手（投手）。
英語発音ではクリス・ギスゼル(gihs-ZELL)である。

## 経歴
1996年のMLBドラフト4巡目でシカゴ・カブスに指名され契約。2003年にコロラド・ロッキーズに移籍し、2004年8月22日にメジャーデビュー。
2006年に西武ライオンズに入団。メジャー未勝利など実績は乏しいながらも先発投手として期待された。オープン戦の不調により開幕をファームで迎えたが、5月にチームの投手陣不調を受けて一軍に昇格、5月24日の対中日戦で先発すると、来日初登板初勝利を記録した。以降先発ローテーションに定着して好投を続け、7月9日の対日本ハム戦まで無傷の5連勝。外国人投手による来日初登板からの5連勝は、1953年のレオ・カイリー（6連勝）以来53年ぶりの快挙となった。シーズン通算6勝4敗。
2007年はアレックス・グラマンと共に先発ローテーションの一角として期待されたが、序盤は不調で二軍落ちし、その後再度昇格したが、制球が定まらず不安定なピッチングを繰り返した。8月9日の対ソフトバンク戦で敗戦投手となり、外国人ワーストタイ記録となる9連敗（1961年のグレン・ミケンズ、1992年のスコット・アンダーソン）。同じく西鉄時代の1959年の田中喜八郎の球団ワースト記録にも並んでしまった。その結果、1勝9敗と大きく負け越し、西武の26年ぶりにBクラスに転落してしまう原因を作ったという事もあって、同年10月に西武から戦力外通告を受けた。西武退団後の同年オフ、オークランド・アスレチックスとキャンプ招待選手としてマイナー契約をした。
2009年は台湾の統一セブンイレブン・ライオンズと契約を結んだ。登録名は克里斯。先発の柱として14試合に登板し、4勝を挙げるが安定感を欠き、8月19日にケニー・レイボーンと入れ違う形で契約解除となった。
2010年は古巣ロッキーズとマイナー契約を結んだ。
2013年よりロサンゼルス・エンゼルス・オブ・アナハイム傘下ルーキー級オレム・オウルズの投手コーチを務めている。

## プレースタイル・人物
196cmの長身から投げる、145km/h前後の直球とスライダーなどの多彩な変化球を制球良く操る。相手打者に考える余裕を与えないために心がけているという、投球テンポの速さが特徴の一つ。
解説者からは特に目立つような特徴がない投手だと言われている（逆にその特徴のなさが攻略を困難にさせているという指摘もある）。その長身から、同じく身長の高い同期入団投手のアレックス・グラマンと共に、「ツインタワー」の愛称をつけられた。
外国人にしてはかなりの童顔であり、ワイシャツを着ていると中学生にしか見えないと言われてしまった事もある。

## 詳細情報

### 年度別投手成績
| 年 度     | 球 団     | 登 板 | 先 発 | 完 投 | 完 封 | 無 四 球 | 勝 利 | 敗 戦 | セ 丨 ブ | ホ 丨 ル ド | 勝 率 | 打 者 | 投 球 回 | 被 安 打 | 被 本 塁 打 | 与 四 球 | 敬 遠 | 与 死 球 | 奪 三 振 | 暴 投 | ボ 丨 ク | 失 点 | 自 責 点 | 防 御 率 | W H I P |
| --------- | --------- | ----- | ----- | ----- | ----- | -------- | ----- | ----- | -------- | ----------- | ----- | ----- | -------- | -------- | ----------- | -------- | ----- | -------- | -------- | ----- | -------- | ----- | -------- | -------- | ------- |
| 2004      | COL       | 5     | 1     | 0     | 0     | 0        | 0     | 1     | 0        | 0           | .000  | 48    | 8.2      | 20       | 4           | 3        | 0     | 0        | 11       | 1     | 0        | 14    | 14       | 14.54    | 2.65    |
| 2006      | 西武      | 18    | 18    | 2     | 0     | 0        | 6     | 4     | 0        | 0           | .600  | 469   | 109.0    | 112      | 10          | 30       | 0     | 4        | 85       | 3     | 1        | 53    | 48       | 3.96     | 1.30    |
| 2007      | 西武      | 14    | 14    | 0     | 0     | 0        | 1     | 9     | 0        | 0           | .100  | 336   | 74.1     | 92       | 8           | 24       | 0     | 5        | 56       | 1     | 1        | 48    | 43       | 5.21     | 1.56    |
| 2009      | 統一      | 14    | 14    | 0     | 0     | 0        | 4     | 5     | 0        | 0           | .444  | 328   | 74.1     | 85       | 4           | 21       | 1     | 1        | 61       | 1     | 0        | 46    | 37       | 4.48     | 1.43    |
| MLB：1年  | MLB：1年  | 5     | 1     | 0     | 0     | 0        | 0     | 1     | 0        | 0           | .000  | 48    | 8.2      | 20       | 4           | 3        | 0     | 0        | 11       | 1     | 0        | 14    | 14       | 14.54    | 2.65    |
| NPB：2年  | NPB：2年  | 32    | 32    | 2     | 0     | 0        | 7     | 13    | 0        | 0           | .350  | 805   | 183.1    | 204      | 18          | 54       | 0     | 9        | 141      | 4     | 2        | 101   | 91       | 4.47     | 1.41    |
| CPBL：1年 | CPBL：1年 | 14    | 14    | 0     | 0     | 0        | 4     | 5     | 0        | 0           | .444  | 328   | 74.1     | 85       | 4           | 21       | 1     | 1        | 61       | 1     | 0        | 46    | 37       | 4.48     | 1.43    |

- 2009年度シーズン終了時

### 表彰
CPBL
- 月間MVP：2回 （投手部門：2009年3月、4月）

### 記録
NPB投手記録
- 初登板・初先発・初勝利：2006年5月24日、対中日ドラゴンズ2回戦（ナゴヤドーム）、7回3安打2失点
- 初奪三振：同上、2回裏に藤井淳志から空振り三振
- 初完投勝利：2006年6月25日、対千葉ロッテマリーンズ8回戦（長野オリンピックスタジアム）、9回6安打2失点

NPB打撃記録
- 初打席・初安打：2006年5月24日、対中日ドラゴンズ2回戦（ナゴヤドーム）、3回表にルイス・マルティネスから中前安打

### 背番号
- 59 （2004年）
- 34 （2006年 - 2007年）
- 48 （2009年）